# Église de la Dormition-de-la-Vierge-Marie d'Alep
Ne doit pas être confondu avec Cathédrale Notre-Dame d'Alep.
 (mars 2025).
L'église de la Dormition-de-la-Vierge-Marie d’Alep est une église orthodoxe de la première moitié du XVe siècle située dans le nord de la Syrie à Alep, dans le quartier chrétien de Jdeïdé. Elle abrite de nombreuses icônes de la célèbre école d'Alep.
Y sont enterrés le consul impérial de Russie Michel Ivanovich Yakimansky et le conseiller d'État Ivan Grigorovich.

## Historique
L'église est mentionnée dans un manuscrit arménien rédigé par Movses Vardapet, comme l'une des trois églises de Jdeïdé agrandies et restaurées en 1499-1500 grâce à Reyis Baron Yesayi. Les deux autres sont la cathédrale des Quarante-Martyrs et l'ancienne cathédrale Saint-Élie d'Alep.
Pietro Della Valle la mentionne après sa visite d'Alep en 1625, comme étant l'église Saint-Georges, construite avec trois autres contiguës dans le même parvis derrière le même portail d'accès dans le nouveau quartier chrétien de Jdeïdé. Les autres églises sont celle des Quarante-Martyrs (arménienne), de la Sainte-Mère (aujourd'hui musée Zahérian), et l'ancienne église maronite Saint-Élie.
L'église a été endommagée par le tremblement de terre de 1822 et restaurée entre 1850 et 1852 après le massacre des chrétiens d'Alep en octobre 1850. La ville d'Alep et son quartier chrétien sont victimes de dommages de brigades islamistes depuis l'été 2012 auxquels répondent les forces gouvernementales.

## Sépultures célèbres
L'église abrite les sépultures du consul impérial de Russie Michel Ivanovich Yakimansky (mort le 5 novembre 1897 à 64 ans) et le conseiller d'État Ivan Grigorovich (mort le 7 février 1908).

### Source à exploiter
- (en) « The Dormition of our Lady (Al-Saydé) Greek Orthodox Church, Al-Jedaydeh District », sur Christians of Syria. Christians in Syria. ACN Syria - Aid to the Church in Need in Syria (consulté le 22 septembre 2020)